# 直日
直日 （ちにち）とは、ある天体が地上に影響力を及ぼすとされる特定の時間帯、特に日のこと。
宿曜道に於いて、日の吉凶やその日に生まれた人間の運命などを占う際に重要となる概念である。
宿曜道で特に重視されるのは、二十七宿の直日である。

二十七宿の場合は、その宿に月が入っている時間を以て、その宿の直日とする。
十二宮の場合は諸説あるが、大きく分けて生日説と生月説の二つに分類できる。
生日説とは、西洋占星術でいうルナーサインのことで、その宮に月が入っている時間を以て、
その宮の直日とする。
ある人がどの宮のもとに生まれたかを知る際、誕生日が何月何日かまで知る必要がある為に、
「生まれ日に因る説」という。
一方、生月説とは、西洋占星術でいうソーラーサインのことで、その宮に太陽が入っている時間を以て、
その宮の直日とする。
ある人がどの宮のもとに生まれたかを知る際、誕生月が何月かわかればおおよそ用が足りる為に、
「生まれ月に因る説」という。
宿曜道ではまた、七曜の直日という概念もあるが、これは曜日を以てその守護する七曜の直日とする。
七曜は動きも不規則で、特にどういう状態の時が直日かと決めづらい事、
また、実際の七曜の観測が簡単でない事などから、簡略法として曜日を以て直日としたものと思われる。